# Chamelaucium virgatum
Chamelaucium virgatum là một loài thực vật có hoa trong Họ Đào kim nương. Loài này được Endl. mô tả khoa học đầu tiên năm 1838.